# Schloss Gettenbach
Schloss Gettenbach ist ein Schlossbau aus dem 19. Jahrhundert in Gettenbach, einem vollständig im Büdinger Wald liegenden Ortsteil der Gemeinde Gründau im Main-Kinzig-Kreis in Hessen.

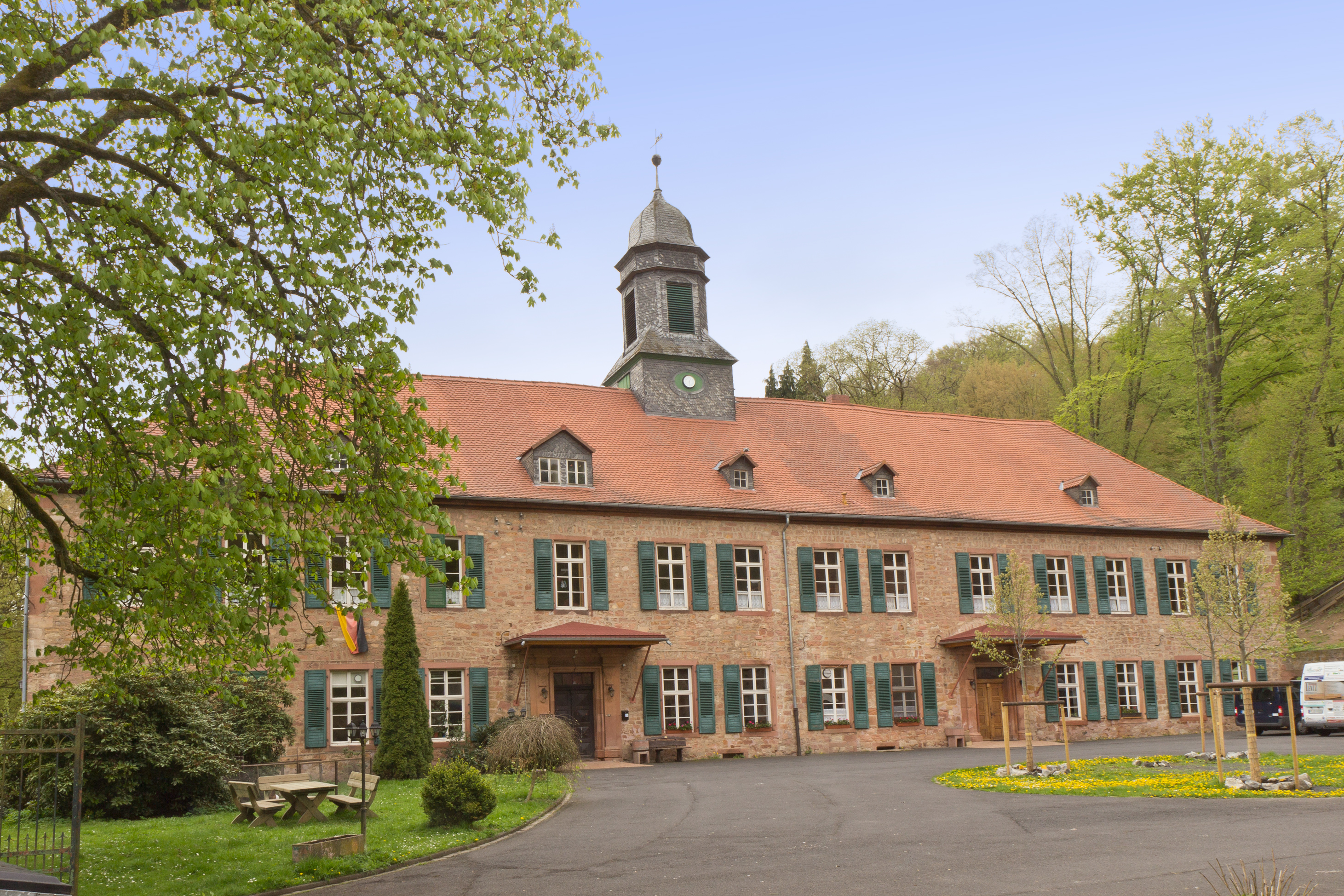
Ansicht des Schlossgebäudes von Osten.

## Geschichte
Gettenbach wird erstmals erwähnt 1252 in einem Tauschgeschäft Heinrichs von Ysenburg mit dem Kloster Ilbenstadt. Die Hube als Gegenstand des Tauschs könnte dabei schon identisch sein mit dem Gut, das als Ausstattung eines Försters diente. Der Ort liegt im Büdinger Wald und war seit dem Mittelalter Sitz eines der zwölf reitenden Förster des Waldes. Das Waldweistum des Büdinger Waldes von 1380 zählt Gettenbach zu den Dörfern, dye geforstes sin in dem Büdinger walt.
Im späten 17. Jahrhundert wurden nacheinander zwei Glashütten betrieben und eine Eisenschmelze eingerichtet, die als Zulieferbetrieb für den Büdinger Hammer arbeitete. Anfang des 19. Jahrhunderts entstand eine Niederlassung der Breitenborner Glasunternehmer Stübing und Trebing auf dem Gelände des Schlosses. Die ältere Hofanlage wurde bei größeren Umbauarbeiten in den 1840er und 1850er Jahren zu einem kleinen Schloss erweitert. Es diente als Jagdschloss, Sommer- und Witwensitz der Linie Ysenburg-Büdingen-Meerholz, einer Speziallinie der Grafen zu Ysenburg und Büdingen, die ihren Sitz im Schloss Meerholz hatte.
Mit dem Aussterben der Meerholzer Linie 1929 fiel der Besitz an das Gesamthaus Ysenburg-Büdingen, die das Schloss aber selbst nicht nutzten und es vermieteten oder verpachteten. 1938 war hier der weibliche Arbeitsdienst untergebracht, von 1944 bis 1957 das ausgelagerte Orthopädische Universitätskrankenhaus (Friedrichsheim) der Universität Frankfurt am Main. 
Seit 1958 besteht ein Erbbauvertrag (bis 2025) mit dem Internationalen Bund, der hier eine Betreuungseinrichtung für Menschen mit geistiger und seelischer Behinderung (im Sinne von § 2 Abs. 1 Satz 1 SGB IX) unter dem Namen Margarete-Fischer-Bosch-Haus betreibt.

## Anlage
Die Schlossanlage im Talgrund des gleichnamigen Baches lässt noch klar den ursprünglichen dreiflügeligen Hof erkennen. An dessen Westseite wurde um die Mitte des 19. Jahrhunderts das langgezogene Schlossgebäude (später) mit achteckigem Dachreiter und Turmuhr errichtet. Es handelt sich um einen sehr bescheidenen Bau aus unverputztem Bruchstein (aus den Gettenbacher Sandsteinbrüchen). Schon zu Zeiten der Ysenburg-Büdingen-Meerholzer Linie (1687–1929) scheint er auch innen keinen nennenswerten Bauschmuck oder eine bedeutende Einrichtung besessen zu haben.